# Jot
Jot (versal: Ϳ; gemen: ϳ) var en bokstav som användes i Grekland specifikt för det albanska språket arvanitiska. Arvanitiska var en del av den hellenistiska kultursfären, och använde det grekiska alfabetet. Språket hade en konsonant, uttalad som ett palatal approximant, [j], som annars saknade bokstav.

## Unicode
|   | decimalt | hexadecimalt | HTML |
| - | -------- | ------------ | ---- |
| Ϳ | 895      | 37F          |      |
| ϳ | 1011     | 3F3          |      |

## Lingvistik
I klassisk grekiska fanns inte fonemet /j/, och det finns därför ingen motsvarande bokstav i det klassisk grekiska alfabetet. När fonemet utvecklades från /i/ under medeltiden fortsatte det att skrivas med jota, vilket fortfarande sker i modern grekiska.
Tecknet togs med redan i Unicode 1.1.0, 1993 (03F3 GREEK LETTER YOT, ϳ)., efter ansökan från det grekiska standardiseringsorganet ΕΛΟΤ. Trots detta finns det ett tecken i Unicode 7.0.0, 2014 för detta fonem (037F GREEK CAPITAL LETTER YOT, Ϳ). Detta tecken har alltså aldrig använts av greker, utan uppfanns av lingvister under 1800-talet, som haft ett behov av att särskilja fonemen /i/ och /j/ bland annat för att kunna rekonstruera protogrekiska. Tecknet är unikt i Unicode därför att det används för att skriva grekiska, men dess form är beroende av vilket språk lingvisten skriver för. Tyska lingvister har använt det latinska tecknet J j (som heter Jot på tyska), medan franska lingvister har använt Y y (yot). Andra lingvister har bland annat använt olika upp-och-nervända varianter av jota. I standarden Unicode tecknas det som J j.